# Asociación Paralímpica de Barbados
La Asociación Paralímpica de Barbados (en inglés: Paralympic Association of Barbados) es el comité paralímpico nacional que representa a Barbados. Esta organización es la responsable de las actividades deportivas paralímpicas en el país. Es miembro del Comité Paralímpico Internacional y del Comité Paralímpico de las Américas.